# Porto Timoni
Porto Timoni ist eine Bucht auf Korfu. Sie befindet sich 2 km westlich von Agios Georgios und ist bekannt für ihre Form als Zwillings-Bucht bzw. Isthmus.

## Allgemeines
Es gibt insgesamt 3 Strände bei Porto Timoni. „Porto Timoni Strand“ an der Südseite der Zwillings-Bucht, „Piraten-Strand“ an der Nordseite und noch einen weiteren Strand an der Halbinsel Akra Arilla, welche über die Zwillingsbucht erreichbar ist. Auf der Halbinsel Akra Arilla befindet sich außerdem die Höhlenkapelle Agios Stylianós. Porto Timoni kann nicht mit dem Pkw erreicht werden. Der unbefestigte Fußweg inklusive einigen Kletterpartien von Afionas bis nach Porto Timoni ist etwa 1 km lang.

## Maritimes
Auf der Südseite der Doppel-Bucht gibt es zahlreiche Steine im Wasser. Es gibt nur eine Lücke in der eine Yacht ankern kann. Auf der Nordseite können bis zu 4 Yachten unkompliziert auch tagsüber Ankern. Die Wassertiefen betragen 4 – 8 Meter, große Steine gibt es nicht, allerdings Schwell in vorherrschender Windrichtung.